# Raijin
Raijin (雷神, raijin) és un déu dels llampecs, trons i tempestes en la religió sintoista i la mitologia japonesa.

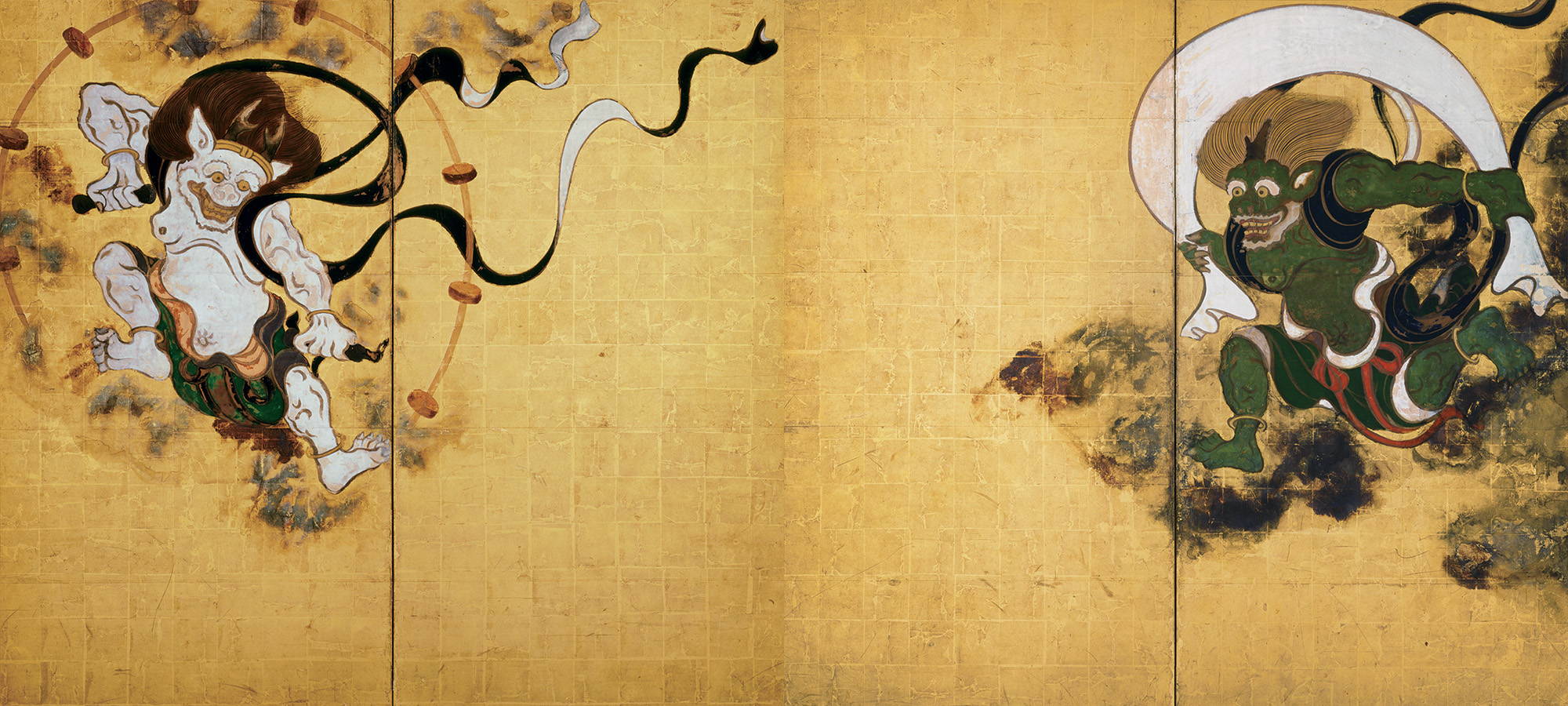
El Fūjin-raijin-zu de Tawaraya Sōtatsu, amb Raijin mostrat a l'esquerra i Fūjin a la dreta.

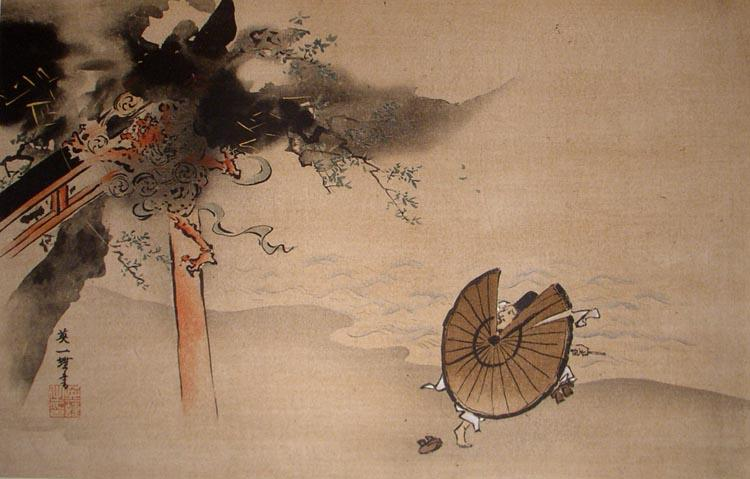
"La Caiguda del Déu del Tro" (Raijin) de Hanabusa Itchō.

El seu nom és derivat de les paraules japoneses rai (雷, significant ‘tro’) i shin (神, ‘déu’). Ell és típicament representat com un dimoni timbalejant un tambor per crear trons, en general amb el símbol tomoe dibuixat en el tambor.